# Füllnerwerk
Das Füllnerwerk war ein ursprünglich auf Papiermaschinen spezialisiertes Maschinenbau-Werk in Warmbrunn und dem unmittelbar benachbarten Herischdorf in Niederschlesien; Herischdorf wurde am 1. Oktober 1941 in die 1925 in Bad Warmbrunn umbenannte Nachbarstadt eingemeindet, und 1975 wurde Bad Warmbrunn nach Jelenia Góra (ehem. deutsch Hirschberg) eingemeindet.

## Geschichte

### Gründungsjahre (1854–1889)
1854 kaufte Heinrich Füllner aus Breslau einen hölzernen Schuppen in Warmbrunn und richtete darin eine Werkstatt zur Reparatur von Papiermaschinenanlagen ein, wofür bei den zahlreichen Papierfabriken im Raum Hirschberg großer Bedarf herrschte. Schnell wachsende Nachfrage machte schon bald eine Werkserweiterung notwendig und dazu kaufte Füllner vom Kaufmann J. G. Enge dessen Glasschleiferei im nahen Herischdorf auf der anderen, südlichen Seite des Flusses Zacken (polnisch Kamienna) und unmittelbar am westlichen Ufer des Heidewassers (polnisch Wrzosówka). Der Firmensitz blieb in Warmbrunn, die eigentliche Produktionsstätte war nun aber in Herischdorf. Die dort installierten Drehmaschinen wurden von der Wasserkraft des Heidewassers angetrieben. Im Untergeschoss der Werkstatt wurde eine kleine Metallgießerei eingerichtet, wo Maschinenteile für Papieranlagen hergestellt wurden, und als sich diese als zu klein erwies, entstand eine bedeutend größere metallurgische Abteilung auf dem Werksgelände. Als Dienstleister für die Papierhersteller der Gegend erwarb sich Füllner erhebliches Fachwissen, was er ab 1864 zum Bau selbstkonstruierter Papiermaschinen nutzte.

### Expansion zur Weltfirma (1889–1920)
Heinrich Füllners ältester Sohn Alwin, der als des Vaters Nachfolger vorgesehen war, starb bereits 1867. Der zweite Sohn, Eugen (* 14. Februar 1853 in Breslau; † 24. Mai 1925 in Herischdorf), der eigentlich hatte Pfarrer werden wollen, trat daraufhin 1869 in den Betrieb ein, studierte nach seiner Lehrzeit am Technikum in Eckernförde und kam 1877 in die Fabrik zurück. 1884 wurde er Mitinhaber der Firma, und nach dem Tod seines Vaters am 7. Dezember 1889 war er bis 1920 alleiniger Eigentümer der Firma. Unter Eugen Füllners Leitung begann eine eindrucksvolle Expansion des Betriebs, wobei nicht nur die Fertigungsstätten erweitert, sondern auch ein Gaswerk zur Beleuchtung des Betriebsgeländes und eine Wasserturbine für den mechanischen Betrieb errichtet wurden. Im Jahre 1894 betrug der Jahresumsatz, bei 150 Mitarbeitern, bereits 1,3 Millionen Mark. Gebaut – und exportiert in nahezu alle papiererzeugende Länder der Welt – wurden sämtliche Maschinen und vollständige Einrichtungen für Papier-, Karton-, Pappe-, Zellstoff- und Holzstoff-Fabriken. Im Laufe der folgenden 20 Jahre erfolgte u. a. der Bau weiterer Werkshallen, eines Verwaltungsgebäudes, eines Kesselhauses mit zwei Doppelkesseln, einer Dampfmaschinenanlage, einer Elektrozentrale und einer Modelltischlerei. Die größten in dieser Zeit von Füllner gebauten Papiermaschinen waren bis zu 100 m lag und bis zu 1000 Tonnen schwer, hatten ein 5 m breites Sieb und konnten bis zu 100 Tonnen Papier pro Tag herstellen. 1908 arbeiteten etwa 600 Personen im Werk, und 1913 beschäftigte das Werk rund 800 Personen und hatte einen Jahresumsatz von 6 Millionen Mark. Das Füllnerwerk war zu einem der größten und renommiertesten Papiermaschinenhersteller der Welt geworden. Seine Maschinen standen in Norwegen, Schweden, Dänemark, Russland (einschließlich Finnland und Polen), Belgien, den Niederlanden, Österreich-Ungarn, Rumänien, Griechenland, Frankreich, Großbritannien, Italien, Brasilien, Argentinien, Uruguay, Chile, Venezuela, Kanada, Japan und China.
Mit erheblichem Aufwand baute Füllner auch Maschinen zur Beschickung großer Industrieausstellungen wie z. B. der Berliner Gewerbeausstellung 1879, der Sächsisch-Thüringischen Industrie- und Gewerbeausstellung 1897 in Leipzig, der Weltausstellung Paris 1900 und der Weltausstellung Turin 1911.

### Krisenjahre und Besitzwechsel (1920–1939)
Als er 1920 erkrankte, verkaufte Eugen Füllner, der keine Kinder hatte, das Werk an die „Linke-Hofmann-Werke AG“ aus Breslau, die den Werksausbau weiter vorantrieb. Eine 1915 erbaute Lagerhalle wurde auf eine Länge von 100 m vergrößert und als Großdreherei und Walzen- und Zylinderschleiferei eingerichtet. Am Bahnhof Warmbrunn wurde eine Lager- und Ladehalle mit Gleisanschluss und 8-t-Kran errichtet. 1929 waren rund 1100 Arbeiter und Angestellte im Füllnerwerk beschäftigt, aber die Weltwirtschaftskrise zwang in den Folgejahren zu drastischen Entlassungen bis auf nur noch ein Viertel dieser Zahl.
1932 schied das Werk aus dem Verband der inzwischen als „Linke-Hofmann-Busch“ (LHB) firmierenden Aktiengesellschaft aus und wurde zunächst als Füllnerwerk GmbH weitergeführt, die mit der ebenfalls Anlagen für die Papier- und Zelluloseherstellung produzierenden Maschinenfabrik AG, vorm. Wagner & Co.  , in Köthen eine Interessengemeinschaft einging, sodass die Fabrikanlagen von beiden Partnern genutzt werden konnten. Bei der 1934 erfolgten Zergliederung der LHB in Teilunternehmungen wurde das Füllnerwerk an die seit 1932 maßgeblich im Besitz von Otto Dörries befindliche Maschinenfabrik AG, vormals Wagner & Co., verkauft, die ihren Firmensitz daraufhin im Februar 1935 nach Warmbrunn-Herischdorf verlegte. Die Nachfrage im In- und Ausland stieg wieder an, und damit wurde auch wieder eine Betriebserweiterung möglich und notwendig. Von der in Liquidation befindlichen „Eisen- und Emaillierwerke AG“ in Sprottau wurde deren Gießerei in Kotzenau, die ehemalige Marienhütte, gekauft und sofort in Betrieb genommen.

### Kriegsjahre (1939–1945)
Infolge der Eingliederung weiterer, von ihm vor allem im Zuge der sogenannten Arisierung erworbenen Werke erwarb Dörries die Mehrheit an der Maschinenfabrik AG, vormals Wagner & Co., die daraufhin am 25. Januar 1939 in „Maschinenfabriken Wagner-Dörries AG“ umbenannt wurde. Am 1. Juli 1942 erfolgte eine erneute Umbenennung in nunmehr „Dörries-Füllner Maschinenfabriken AG“. Während des Zweiten Weltkriegs wurde die Fabrikation ab 1940 weitgehend auf kriegswichtige Güter, insbesondere Granathülsen und ab 1941 auch die 15-cm-schwere Feldhaubitze 18 umgestellt, und dabei wurden ab 1942 auch hunderte von meist jüdischen, aus Polen, Ungarn, Belgien, den Niederlanden, Griechenland und der Tschechoslowakei stammenden, Zwangsarbeitern aus dem KZ Groß Rosen eingesetzt, die anfangs in einem Arbeitslager bei Hirschberg, dann ab Mai 1944 in einem unmittelbar neben dem Werksgelände eingerichteten Außenlager in Bad Warmbrunn (bis zu 800 Insassen) untergebracht waren. Mehrere hundert von ihnen starben während einer Typhus-Epidemie im Lager.

### Nachkriegszeit: Ende und Neuanfang (1945–heute)

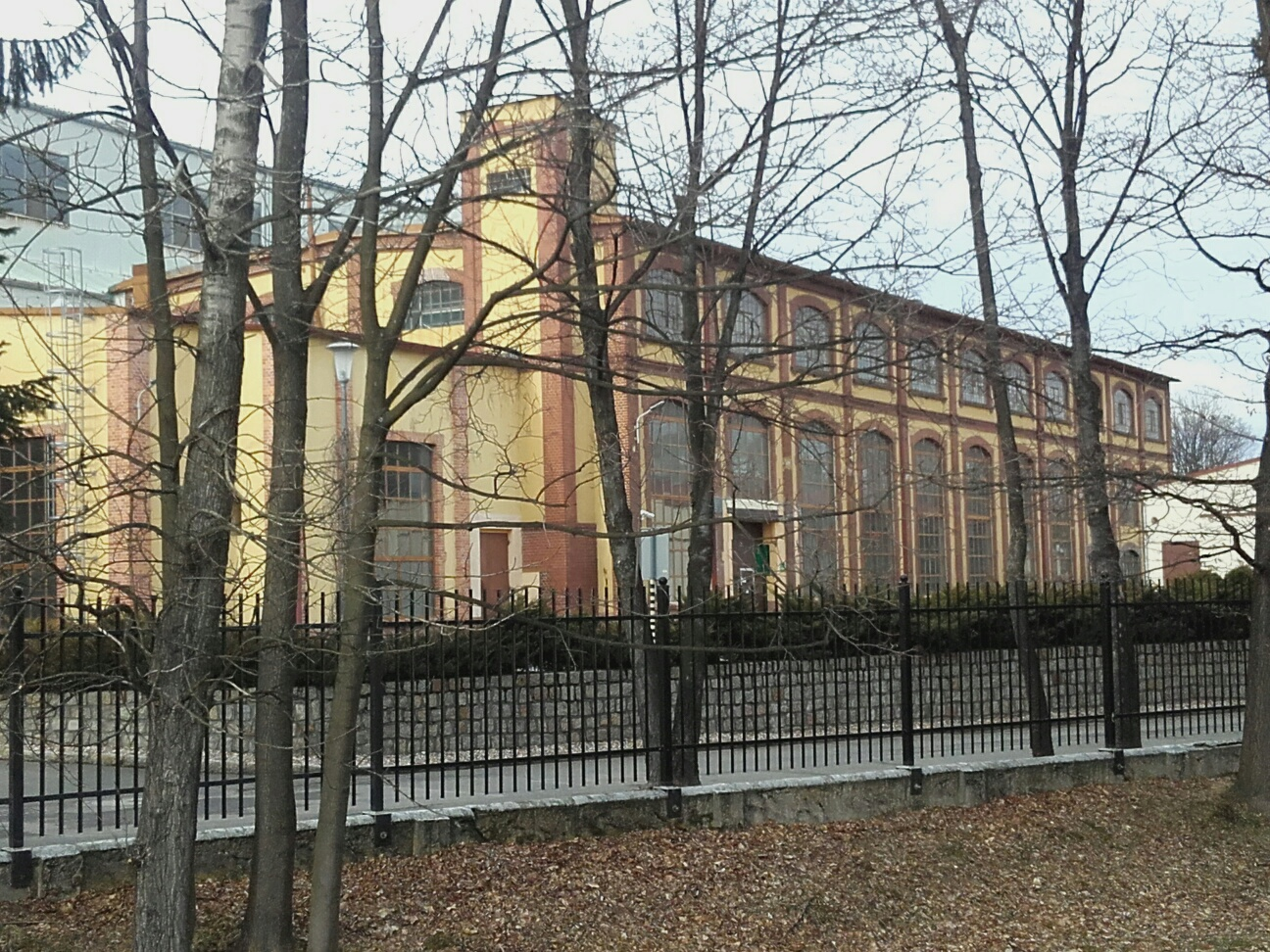
PMPoland, ehem. Füllnerwerk

Bei der Besetzung von Bad Warmbrunn durch die Rote Armee im April 1945 wurde die gesamte Betriebsstätte von der sowjetischen Armee beschlagnahmt und bereits im Juni 1945 begann die Demontage und der Abtransport der Maschinen, Gerätschaften, Werkzeuge und vorhandenen Rohstoffe in die Sowjetunion. Nachdem polnische Behörden aufgrund der Entscheidungen der Potsdamer Konferenz die Verwaltung Schlesiens und damit auch die leeren Fabrikhallen übernommen hatten, ging man mit Hilfe von noch vorhandenen Konstruktionszeichnungen für Papiermaschinen daran, das Werk neu aufzubauen, nunmehr als staatseigene „Fabryka Maszyn Papierniczych“ (FAMPA). Im Herbst 1948 wurde der Betrieb wieder teilweise aufgenommen, wobei eine Anzahl der noch verbliebenen deutschen Mitarbeiter einen Teil des Kernpersonals bildeten, und 1949 waren bereits wieder 755 Menschen im Werk beschäftigt. Anfangs basierte die Herstellung der Maschine noch auf der Tradition der deutschen Vorkriegsfertigungen, dann ab 1964 aber auf einem Lizenzabkommen mit dem amerikanischen Marktführer Beloit Corp.
1990, nach dem Ende der sozialistischen Herrschaft in Polen, wurde die Firma in eine Aktiengesellschaft umfirmiert und Beloit erwarb 1991 die Mehrheit ihrer Anteile. Das in „Beloit Poland SA“ umbenannte Werk erwarb sich einen guten Ruf als Hersteller von Maschinen zur Produktion von Tissue-Papier. Als die Beloit Corp. im Jahre 2000 in Konkurs ging, gelang es einer Gruppe von polnischen und amerikanischen Managern, die Fabrik zu übernehmen und sie als „PMPoland“ weiterzuführen. Die Firma, spezialisiert auf die Lieferung und Modernisierung von Maschinen zur Papierherstellung und anderer Ausstattung für die Papierindustrie, betreibt heute Niederlassungen in Polen, den USA, Deutschland, Tschechien und China.